# Goodies (албум)
Goodies је трећи студијски албум поп певачице Sijera, који је изашао 28. септембара 2004. у издању Колумбија рекордса.

## Списак песама
1. „Goodies“ (featuring Petey Pablo) (Produced by Lil Jon • Writer(s): Jonathan Smith, Ciara Harris, Sean Garrett, Craig Love, LaMarquis Jefferson) - 3:43
2. „1, 2 Step“ (featuring Missy Elliott) (Produced by Jazze Pha • Writer(s): Phalon Alexander, Missy Elliott, Ciara Harris) - 3:23
3. „Thug Style“ (Produced by Jazze Pha • Writer(s): Phalon Alexander, Johnta Austin, Ciara Harris) - 4:25
4. „Hotline“ (Produced by Bangladesh • Writer(s): Ciara Harris, Shondrae Crawford) - 3:23
5. „Oh“ (featuring Ludacris) (Produced by Dre & Vidal • Writer(s): Ciara Harris, Andre Harris, Vidal Davis, Christopher Bridges) - 4:16
6. „Pick Up the Phone“ (Produced by Jazze Pha • Writer(s): Phalon Alexander, Johnta Austin, Ciara Harris) - 3:48
7. „Lookin' at You“ (Produced by Jazze Pha • Writer(s): Phalon Alexander, Johnta Austin, Ciara Harris) - 3:35
8. „Ooh Baby“ (Produced by Flash Technology • Writer(s): Keri Hilson, Sean Garrett, Harold Lang) - 3:37
9. „Next to You“ (featuring R. Kelly) (Produced by R. Kelly • Writer(s): R. Kelly) - 3:13
10. „And I“ (Produced by Adonis Shropshire • Writer(s): Adonis Shropshire, Ciara Harris) - 3:53
11. „Other Chicks“ (Produced by French • Writer(s): Ciara Harris, Lakiesha Miles, Demetrius Spencer) - 4:21
12. „The Title“ (Produced by Jasper Cameron • Writer(s): Ciara Harris, Jasper Cameron, Skip Scarborough) - 4:21
13. „Goodies“ (featuring T.I. and Jazze Pha) (Produced by Lil Jon • Writer(s): Jonathan Smith, Ciara Harris, Sean Garrett, Craig Love, LaMarquis Jefferson) - 4:21

European and Japanese bonus tracks
1. „Crazy“ (Writer(s): Ciara Harris, Demetrius Spencer, Johnta Austin, Kevin Hicks) - 3:51

Goodies & More bonus tracks
1. „Crazy“ (Writer(s): Ciara Harris, Demetrius Spencer, Johnta Austin, Kevin Hicks) - 3:51
2. „Oh (DJ Volume South Beach Remix)“ (featuring Ludacris) (Writer(s): Ciara Harris, Andre Harris, Vidal Davis, Christopher Bridges) - 4:20
3. „1, 2 Step (Don Candiani Reggaeton Mix)“ (featuring Missy Elliott) (Writer(s): Ciara Harris, Phalon Alexander, Missy Elliott) - 3:54
4. „Goodies (Richard X Remix)“ (featuring M.I.A.) (Writer(s): Jonathan Smith, Sean Garrett, Ciara Harris, Craig Love, LaMarquis Jefferson) - 5:03

## Синглови
| #  |  |                                     |                                    |  |
| -- |  | ----------------------------------- | ---------------------------------- |  |
| 1. |  | „Goodies” featuring Petey Pablo     | 27. јул 2004. Јануар 2005.         |  |
| 2. |  | „1, 2 Step” featuring Missy Elliott | 23. новембар 2004. 11. април 2005. |  |
| 3. |  | „Oh” featuring Ludacris             | 2. март 2005. Август 2005.         |  |
| 4. |  | „And I”                             | Август 2005.                       |  |